# 西城 (伊利諾伊州)
西城（英語：West City）是位於美國伊利諾伊州富蘭克林縣的一個村落。

## 地理
西城的座標為37°59′40″N 88°56′30″W / 37.99444°N 88.94167°W，而該地最高點為海拔高度137米（即451英尺）。

## 人口
根據2010年美國人口普查的數據，西城的面積為4.21平方千米，當中陸地面積為4.16平方千米，而水域面積為0.04平方千米。當地共有人口661人，而人口密度為每平方千米157人。